# Williams FW16
La Williams FW16 è una monoposto di Formula 1, costruita dalla Williams per partecipare al Campionato mondiale di Formula 1 1994.

## Contesto

### Piloti

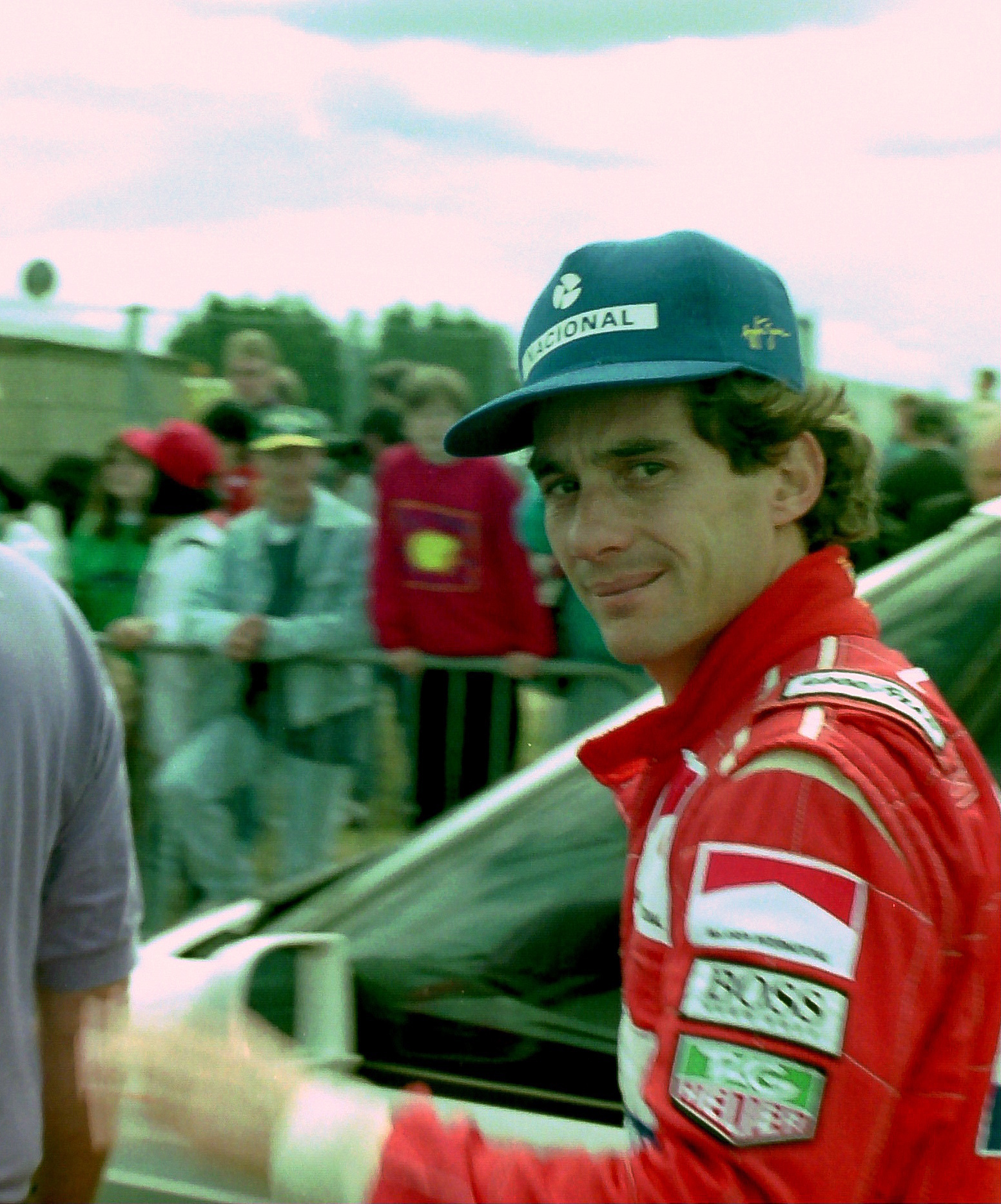
Il brasiliano Ayrton Senna vincitore di tre mondiali di Formula 1, viene ingaggiato dalla Williams per il mondiale del 1994: è l'ultima stagione nella massima serie per il nativo di San Paolo.

Alla vigilia del Gran Premio del Portogallo 1993, il francese Alain Prost annuncia il suo ritiro dalle corse al termine della stagione 1993: Il francese lascia quindi in maniera definitiva la Formula 1 dopo la conquista del suo quarto e ultimo titolo mondiale. A partire dalla stagione 1994, il suo posto viene preso dal tre volte iridato Ayrton Senna, proveniente dalla McLaren e rivale di Prost negli ultimi anni. 
Come seconda guida viene confermato il britannico Damon Hill, alla sua seconda stagione con il team di Grove, che correrà col numero 0 in quanto il numero 1 era riservato al campione del mondo, però appunto ritiratosi.

## Caratteristiche tecniche

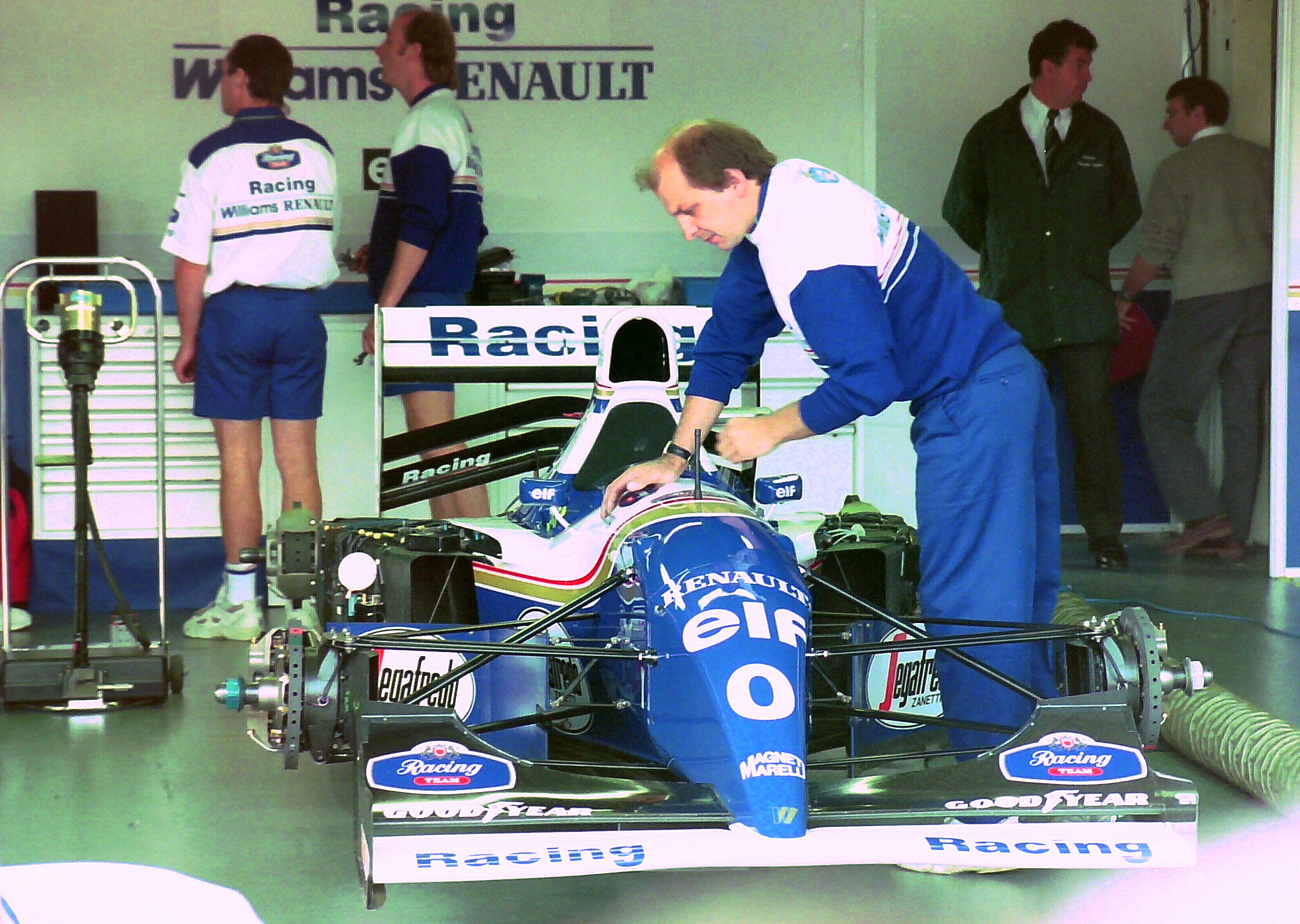
La FW16 di Hill nei box del Gran Premio di Gran Bretagna 1994

### Telaio e aerodinamica
Sostanzialmente, la nuova FW16 è una evoluzione della vecchia FW15C, rivista nelle fiancate, ora più alte, e nel cofano motore che ha un profilo più basso, oltre ad alcuni elementi inferiori dell'ala posteriore che sono anedrici. Un'ulteriore novità venne rappresentata dalla reintroduzione dei rifornimenti in gara, pertanto la nuova vettura dispone di un serbatoio più piccolo.

### Meccanica
In vista del 1994, la FIA modifica il regolamento tecnico, vietando ogni forma di aiuto elettronico sulle monoposto, pertanto la FW16 non dispone più delle sospensioni attive che sono state elemento fondamentale per le vittorie negli anni precedenti. 
Tali modifiche resero le vetture decisamente più difficili da guidare, tanto che lo stesso Ayrton Senna manifestò una certa preoccupazione riguardo alla sicurezza delle stesse dopo aver provato la vettura nei test pre-stagionali.
Tuttavia, viene introdotto al posteriore un innovativo schema a quadrilatero delle sospensioni, mentre all'anteriore lo schema rimane il tradizionale push-rod; il motore è ancora fornito dalla Renault che porta al debutto la nuova specifica denominata RS6 che dispone di ben 830 CV, abbinato al cambio semiautomatico a 6 marce costruito in proprio dalla squadra.

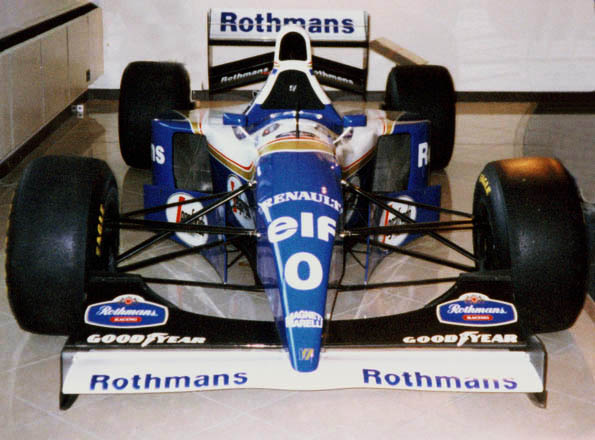
La Williams FW16 numero 0 di Damon Hill

### Sviluppo e Williams FW16B
Per ovviare alle perdite di aderenza repentine nelle curve a bassa velocità, sono state necessarie ben presto modifiche importanti all'intera struttura: già dai primi Gran Premi, gli ingegneri della Williams introducono un profilo diverso del muso anteriore, che porta ad avere un'ala anteriore dall'altezza da terra maggiorata e una forma del cockpit decisamente rivista. Dal GP di Spagna arrivano nuovi bargeboards e in Canada un airbox più efficiente.
La versione B arriva tuttavia solo a partire dal Gran Premio di Germania, e si caratterizza per essere una vettura totalmente rivoluzionata da quella di inizio stagione, distinguendosi nelle fiancate più corte e un passo più lungo rispetto alla versione originale; inoltre viene interamente riprogettato il retrotreno, a causa di nuove normative imposte dalla FIA al fine di migliorare la sicurezza sulle monoposto.

## Livrea e sponsor

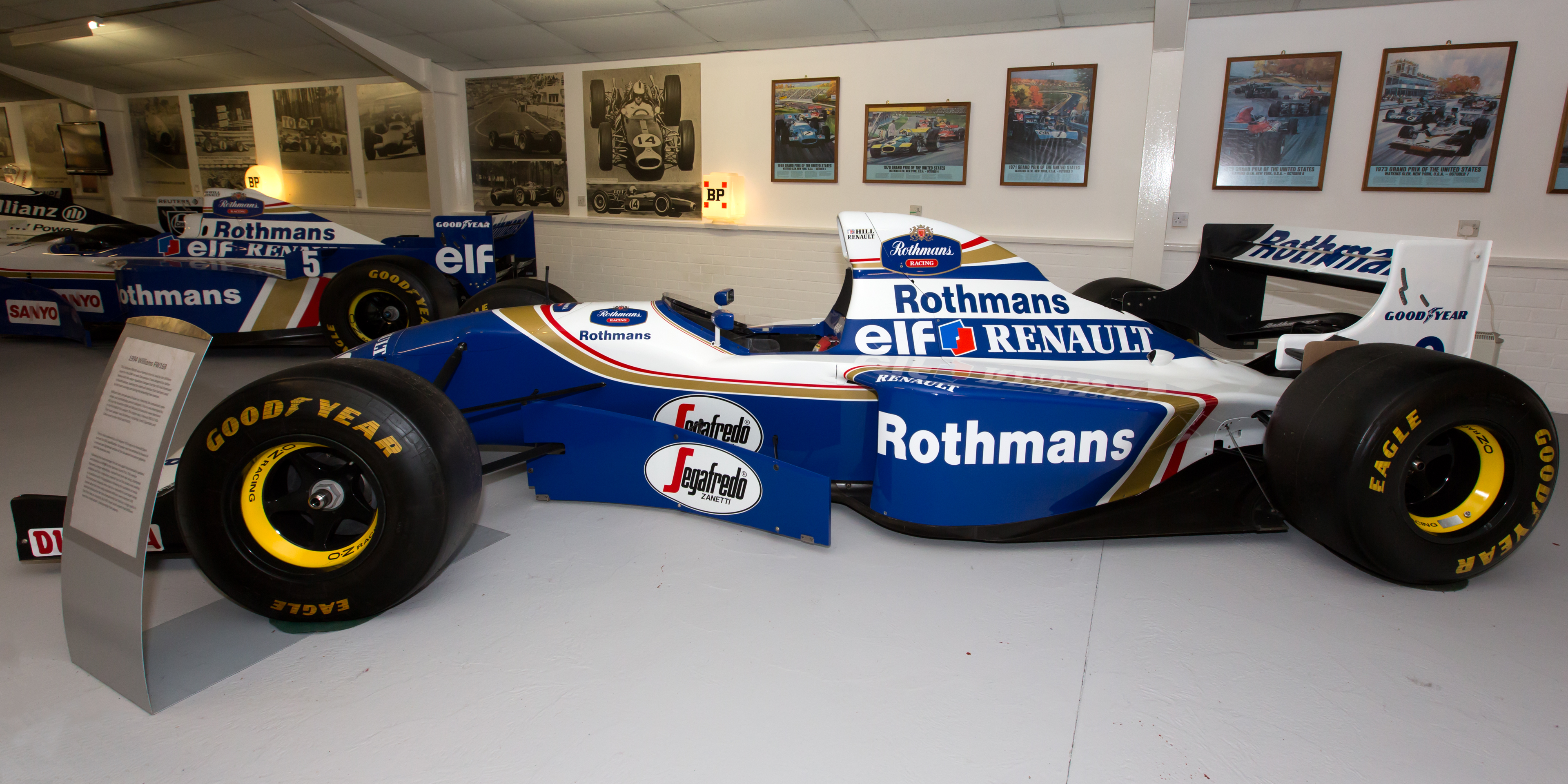
Vista laterale della Williams FW16B, nuova versione della FW16 introdotta a partire dal Gran Premio di Germania 1994

Oltre ad alcuni aspetti tecnici, la Williams rivede anche la livrea, a causa degli abbandoni degli sponsor principali Canon, SEGA e Camel.
Il team britannico trova un accordo con un altro marchio di tabacco, la Rothmans, che diventa anche title sponsor in quanto nella entry list ufficiale la Williams figura iscritta come Rothmans Williams Renault, e dando quindi vita a una delle livree che caratterizzerà in seguito anche le sostitute della FW16: sparisce quindi il giallo dello sponsor Camel mentre rimane il bianco come colore principale nella parte superiore della vettura, nella parte inferiore resta invece il classico blu scuro che viene separato dal bianco da due strisce di diverso diametro, una rossa e l'altra color oro (colori aziendali della Rothmans). 
Lo sponsor Rothmans capeggia sulle pance, sull'alettone posteriore, sull'ala anteriore, sul cofano motore, ai lati dell'airbox e dell'abitacolo, mentre figurano, sempre sul cofano motore e sul muso, anche gli sponsor Renault ed Elf a cui si aggiungono anche Goodyear e Magneti Marelli; altri sponsor presenti sulla vettura (e portati in dote da Senna) sono Segafredo Zanetti e Divella.
Per i Gran Premi di Gran Bretagna e Francia, a causa delle restrizioni per le sponsorizzazioni di aziende di tabacco imposte dai due stati, la Williams "censura" il logo Rothmans e corre con la scritta Racing.

## Piloti
| Piloti ufficiali       | Piloti ufficiali | Piloti ufficiali |
| Nazione                | Nome             | Numero           |
| ---------------------- | ---------------- | ---------------- |
| Regno Unito (bandiera) | Damon Hill       | 0                |
| Brasile (bandiera)     | Ayrton Senna     | 2                |
| Regno Unito (bandiera) | David Coulthard  | 2                |
| Regno Unito (bandiera) | Nigel Mansell    | 2                |
| Piloti di riserva      |                  |                  |
| Nazione                | Nome             | Numero           |
| Regno Unito (bandiera) | David Coulthard  | David Coulthard  |

## Carriera agonistica
Nonostante le difficoltà iniziali riscontrate, soprattutto legate all'assenza delle sospensioni attive, Senna centra la pole position al debutto a Interlagos, mentre Hill non fa meglio del quarto posto; il brasiliano parte poi bene in gara, portandosi in testa fino alla sosta ai box, dove viene sopravanzato dalla Benetton di Michael Schumacher, terminando inoltre il Gran Premio di casa anzitempo per un errore che lo porta in testacoda alla curva Juncao. Hill invece, terzo prima del ritiro di Senna (che lo aveva doppiato) chiude secondo a un giro da Schumacher. Nel successivo appuntamento di Aida, Senna porta nuovamente la Williams in pole, ma si ritira nuovamente in gara dopo solo poche curve a causa di un contatto con la McLaren di Mika Häkkinen; analogo epilogo anche per Hill, partito terzo, che deve alzare bandiera bianca al giro 49 per problemi al cambio.
Si arriva dunque a Imola per il primo Gran Premio europeo della stagione, la Williams è quarta nel mondiale costruttori con i soli 6 punti del podio conquistato da Hill al debutto, mentre Senna figura ancora tra gli ultimi nel mondiale piloti. L'obiettivo del team in questo Gran Premio è quello di tornare in corsa in campionato, fin qui dominato dalle dirette avversarie Benetton, provando a riscattarsi in un tracciato che però si rivelerà essere teatro di uno dei weekend più tragici della storia della Formula 1: infatti le prove del venerdì e le qualifiche del sabato sono segnate dai due paurosi incidenti di Rubens Barrichello e di Roland Ratzenberger che costano la vita al secondo. Nonostante ciò, Senna riesce ad agguantare la terza partenza al palo consecutiva mentre Hill parte quarto; in gara il brasiliano scatta bene tenendosi dietro Schumacher che partiva al suo fianco, fino al giro 7, quando si consuma un'altra tragedia: la monoposto di Senna esce di pista ed impatta violentemente alla curva Tamburello, con il pilota che perde i sensi. La gara viene interrotta per permettere l'intervento dei paramedici che trasportano Senna nel più vicino ospedale, a Bologna, dove le sue condizioni appaiono fin da subito critiche e si rivelano irreversibili nel pomeriggio, quando viene dichiarata la sua morte (inizialmente a livello cerebrale) all'età di appena 34 anni. Alla ripartenza, Hill chiude la gara al sesto posto, a un giro dal vincitore.

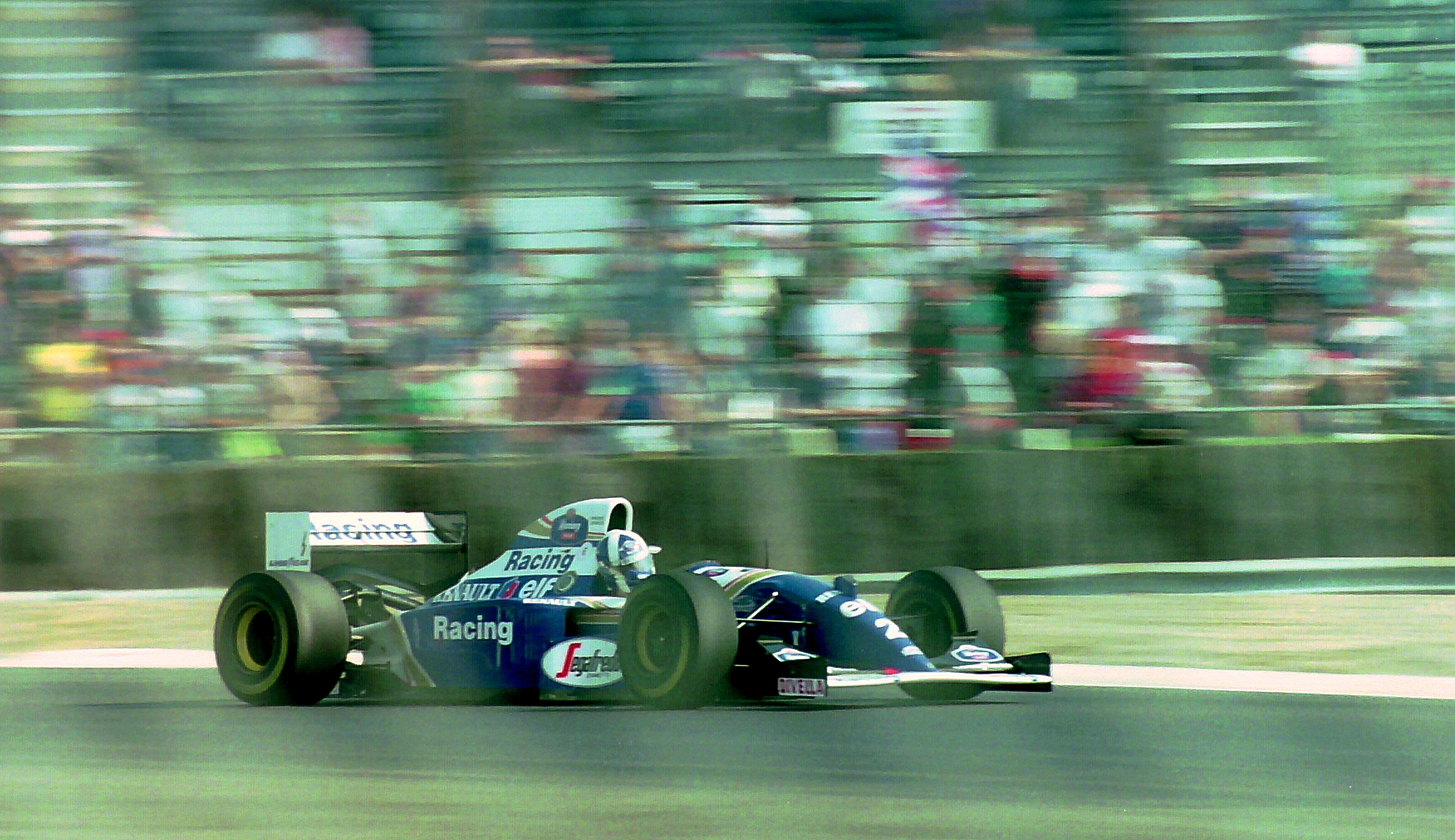
David Coulthard alla guida della FW16 a Silverstone: lo scozzese, chiamato a sostituire lo scomparso Senna, si alternerà alla guida con il rientrante Nigel Mansell per il resto della stagione.

Ormai orfana del pilota paulista, la Williams sceglie in principio di non rimpiazzarlo, presentandosi a Monaco col solo Hill a disposizione (che si qualifica quarto e si ritira per incidente al primo giro), ma a partire dal Gran Premio di Spagna sceglie di promuovere a pilota titolare lo scozzese David Coulthard, già collaudatore della squadra e all'esordio assoluto in massima serie. Arrivano inoltre nuovi aggiornamenti alla vettura, che si rendono efficaci tanto da portare alla Williams la prima vittoria in stagione con Hill proprio nella tappa spagnola. Anche Coulthard è competitivo, restando in qualifica sui tempi del compagno di box e riuscendo a ottenere i primi punti in carriera alla sua seconda gara, in Canada, dopo il ritiro nella gara d'esordio.
Nonostante ciò, la Williams sceglie di schierare al posto dello scozzese l'ex campione del mondo Nigel Mansell per il Gran Premio di Francia: Mansell, che si era ritirato dalla Formula 1 dopo aver vinto il titolo proprio con il team di Grove a fine 1992, è impegnato in questa stagione anche nella Formula CART, motivo per il quale si alterna con Coulthard al volante della FW16 nel resto della stagione. In Francia le due Williams sono inarrestabili in qualifica e monopolizzano la prima fila, mentre in gara si devono arrendere alla solita Benetton che margina Hill e taglia il traguardo in prima posizione. Nella gara di casa a Silverstone, Schumacher passa più volte Hill durante il giro di formazione e ignora le penalità ricevute, chiudendo la gara al secondo posto ma venendo squalificato dai commissari (che rincarano la dose escludendolo dai successivi due Gran Premi, salvo poi scontare la squalifica nei Gran Premi di Monza ed Estoril) mentre Hill, dopo la pole del sabato, vince la sua seconda gara in stagione.
Tuttavia, il dominio Benetton persiste e il tedesco torna alla vittoria in Ungheria per poi ripetersi a Spa, venendo però nuovamente squalificato a causa di un'irregolarità alla vettura al termine di quest'ultima corsa. Hill, arrivato subito dietro, viene dichiarato vincitore, cogliendo così la terza vittoria in stagione: è il preludio alla riapertura di un mondiale che sembrava ormai chiuso, in quanto la Benetton aveva allora un vantaggio di oltre 20 punti sulla Williams nel campionato costruttori mentre Schumacher aveva un vantaggio simile su Hill nel campionato piloti.
A Monza ed Estoril Schumacher è quindi assente per squalifica ed Hill ne approfitta, vincendo entrambe le gare e portandosi ad un punto dal rivale teutonico, mentre la Williams scavalca la Benetton (che nei due Gran Premi coglie solo 2 punti totali) e si porta in testa al campionato; anche Coulthard, prima di lasciare nuovamente il volante a Mansell per le ultime tre gare, contribuisce alla rimonta nel mondiale costruttori andando a punti in Italia e addirittura a podio (prima volta in carriera) in Portogallo.
Nel successivo Gran Premio d'Europa Schumacher torna e vince, ma Hill arriva subito dietro e risponde con una vittoria sotto al diluvio in Giappone che lascia aperto il discorso mondiale in entrambe le classifiche grazie anche ai punti di un Mansell tornato per disputare le ultime gare in carriera. L'ultimo round del mondiale in Australia è decisivo: chi tra i due vincerà la corsa o arriverà davanti all'altro sarà campione del Mondo. I due contendenti partono bene e scavalcano entrambi il poleman Mansell, portandosi in prima e seconda posizione fino al giro 35, quando avviene l'episodio decisivo per il mondiale piloti: Schumacher va fuori pista alla curva East Terrace, urta il muretto con la gomma anteriore destra e danneggia la sospensione; rientrato in pista, alla curva successiva, chiude la traiettoria a Hill, causando un contatto. La vettura di Schumacher si solleva da terra, ricade nella via di fuga e si scontra con un muretto. Il tedesco si ritira, mentre Hill tenta di continuare: raggiunge i box a fatica, ma ogni tentativo dei meccanici per riparare la vettura è vano e il britannico è costretto al ritiro per via di un grave danno al braccio del quadrilatero della sospensione anteriore sinistra, dovendo rinunciare quindi al titolo che va per la prima volta a Schumacher per un solo punto.
Con entrambi fuori corsa, Mansell prende poi la prima posizione senza lasciarla più, tagliando il traguardo da vincitore per la 31ª e ultima volta in carriera: grazie al successo del Leone, la Williams resta in testa alla classifica e diventa Campione del mondo costruttori.

## Risultati F1
| Anno | Team                      | Motore                   | Gomme | Piloti    |     |     |      |     |     |   |     |   |     |     |   |   |   |     |   |     | Punti | Pos. |
| ---- | ------------------------- | ------------------------ | ----- | --------- | --- | --- | ---- | --- | --- | - | --- | - | --- | --- | - | - | - | --- | - | --- | ----- | ---- |
| 1994 | Rothmans Williams Renault | Renault RS6, 3.5 V10 67° | G     | D.Hill    | 2   | Rit | 6    | Rit | 1   | 2 | 2   | 1 | 8   | 2   | 1 | 1 | 1 | 2   | 1 | Rit | 118   | 1º   |
| 1994 | Rothmans Williams Renault | Renault RS6, 3.5 V10 67° | G     | A.Senna   | Rit | Rit | Rit† |     |     |   |     |   |     |     |   |   |   |     |   |     | 118   | 1º   |
| 1994 | Rothmans Williams Renault | Renault RS6, 3.5 V10 67° | G     | Mansell   |     |     |      |     |     |   | Rit |   |     |     |   |   |   | Rit | 4 | 1   | 118   | 1º   |
| 1994 | Rothmans Williams Renault | Renault RS6, 3.5 V10 67° | G     | Coulthard |     |     |      |     | Rit | 5 |     | 5 | Rit | Rit | 4 | 6 | 2 |     |   |     | 118   | 1º   |

| Legenda | 1º posto     | 2º posto | 3º posto    | A punti         | Senza punti/Non class.  | Grassetto – Pole position Corsivo – Giro più veloce |
| Legenda | Squalificato | Ritirato | Non partito | Non qualificato | Solo prove/Terzo pilota | Grassetto – Pole position Corsivo – Giro più veloce |